# Lápos (folyó)
A Lápos (románul: Lăpuș) a Szamos jobb oldali mellékfolyója Romániában, Máramaros megyében. A Cibles hegységben ered, Nagybánya alatt ömlik a Szamosba.

## Földrajz
A folyó a Cibles hegységben, két patak egyesüléséből ered, majd déli irányba folyva tovább, mind nagyobb patakokat vesz fel.
Oláhlápostól Magyarláposig délnyugati irányba folyik, majd Magyarlápost elhagyva nyugat, észak, majd északnyugat felé kanyarodva Mezőaranyosnál ömlik a Szamosba.

### Vízválasztói
A Lápos folyó a haragosi (Preluka) kristályos kőzetű szigetet és az Ilosvai hegysort választja el, a kristályos kőzetbe mély medret vágva.
A Lápos-folyó és a Szamos közti vízválasztót az Ilosvai hegysor képezi, míg a Lápos jobb oldali vizei és a Kapnik közti vízválasztót a Preluka kristályos sziget és a Lápos-hegység egyik délnyugati nyúlványa alkotja.

## Mellékvizek

### Jobb oldali
- Libaton-patak, amely Libaton fölött, két patak egyesüléséből keletkezik: az egyik a 862 méter magasságú Poiana Sdirtia közelében eredő kupsafalvi patak, a másik pedig a 872 méter magas Facza Ocdilorról jövő budafalvi patak, melyek Rogoznál egyesülnek a Lápossal.
- Lápos-Debreki patak, mely a Lápos-hegység délnyugati nyúlványáról eredő patakokat egyesíti. Ez Kapnikbánya vidékén ered, Kápolnokmonostorig délnyugati irányba folyik, itt egyesül legnagyobb mellékvizével, a Blózsa patakkal, majd nyugati irányba folyva egyesül a Lápossal.
- Zazar

### Bal oldali
- Batizi-patak, és ettől délre folyik bele a Rójahidi patak, mely az 1000 méter körüli magasságú csúcsok az Obcsina Sinului és az Obcsina Crindi vidékéről ered.
- Szőcs-patak, mely az 1249 méter magasságú Carligatun és az 1842 méteres Czibles vidékéről jövő patakokat egyesíti és Domokosnál folyik a Láposba.

## Települések a folyó mentén
(Zárójelben a román név szerepel.)
- Erzsébetbánya (Băiuţ)
- Kohóvölgy (Strâmbu-Băiuţ)
- Oláhlápos (Lăpuş)
- Rogoz (Rogoz)
- Domokos (Dămăcușeni)
- Magyarlápos (Târgu-Lăpuş)
- Macskamező (Răzoare)
- Kisremete (Remecioara)
- Kővárremete (Remetea Chioarului)
- Kovás (Coaș)
- Karuly (Coruia)
- Szakállasfalva (Săcălășeni)
- Feketefalu (Ocoliș)
- Koltókatalin (Cătălina)
- Láposhidegkút (Mocira)
- Hagymáslápos (Lăpușel)
- Nagybozinta (Bozânta Mare)
- Kisbozinta (Bozânta Mică)
- Mezőaranyos (Lăpușel)

## Szennyezés
2000 januárjában a nagybányai székhelyű Aurul ausztrál–román színesfémérc-feldolgozó vállalat ülepítő medencéjéből nagy mennyiségű cianidtartalmú iszap került a Zazar patakba, majd onnan a Láposba.